# Slattery Peak
Slattery Peak är en bergstopp i Antarktis. Den ligger i Östantarktis. Nya Zeeland gör anspråk på området. Toppen på Slattery Peak är 600 meter över havet.
Terrängen runt Slattery Peak är varierad. Trakten är obefolkad. Det finns inga samhällen i närheten. 